# Хагер, Стивен
Стивен Хагер (англ. Steven Hager, род. 25 мая 1951, Шампейн-Эрбана) — американский писатель
, журналист, редактор, кинематографист, контркультурный активист.

## Молодость и начало карьеры
Когда Стивен учился в старших классах, он основал своё первое издание — юмористический журнал The Captain Crunch Courier, выпускавшийся при помощи ксерокса. Два года спустя, в бытность свою студентом, Стивен создал ежемесячную газету The Tin Whistle, представленную в четырёх вузах центрального Иллинойса. В 1969 году Хагер посетил первый фестиваль в Вудстоке.
Получив высшее образование[когда?], Стивен переезжает в Нью-Йорк, где работает в нескольких журналах, прежде чем получить место репортёра в New York Daily News. В это время он начинает исследовать зарождающийся в Южном Бронксе хип-хоп. Его первая статья об этой субкультуре публикуется на обложке Village Voice и становится первым упоминанием хип-хопа в прессе. Также Стивен Хагер написал сценарий культового ныне фильма о хип-хопе «Бит Стрит».

## High Times
В 1988 г. Стивен Хагер нанят в качестве редактора журнала High Times. Важным шагом нового редактора становится изгнание со страниц журнала кокаина и героина. Хагер концентрируется исключительно на культивации марихуаны и конопляном активизме. Хагер становится первым человеком, предоставившим своё издание для публикации работ Джека Херера.
Под руководством Хагера создан Cannabis Cup — ежегодное соревнование сортов каннабиса, проводимое в Амстердаме. Вплоть до мая 2017 Стивен Хагер был почётным редактором High Times и продолжал руководить как журналом, так и соревнованиями Cannabis Cup, которые в последние годы проводились в США.